# مواد ذات طبقات
المواد الطَّبَقِيّة (بالإنجليزية: Layered materials) تُعرف في علم المواد بأنها مواد بلورية غير عضوية، تتكوّن من طبقات ترتبط ببعضها بروابط ضعيفة مثل الروابط الكهروستاتيكية، وقوى فان دير فالس، والروابط الهيدروجينية، وذلك على عكس الروابط القوية التي تربط الذرات أو الجزيئات داخل كل طبقة.

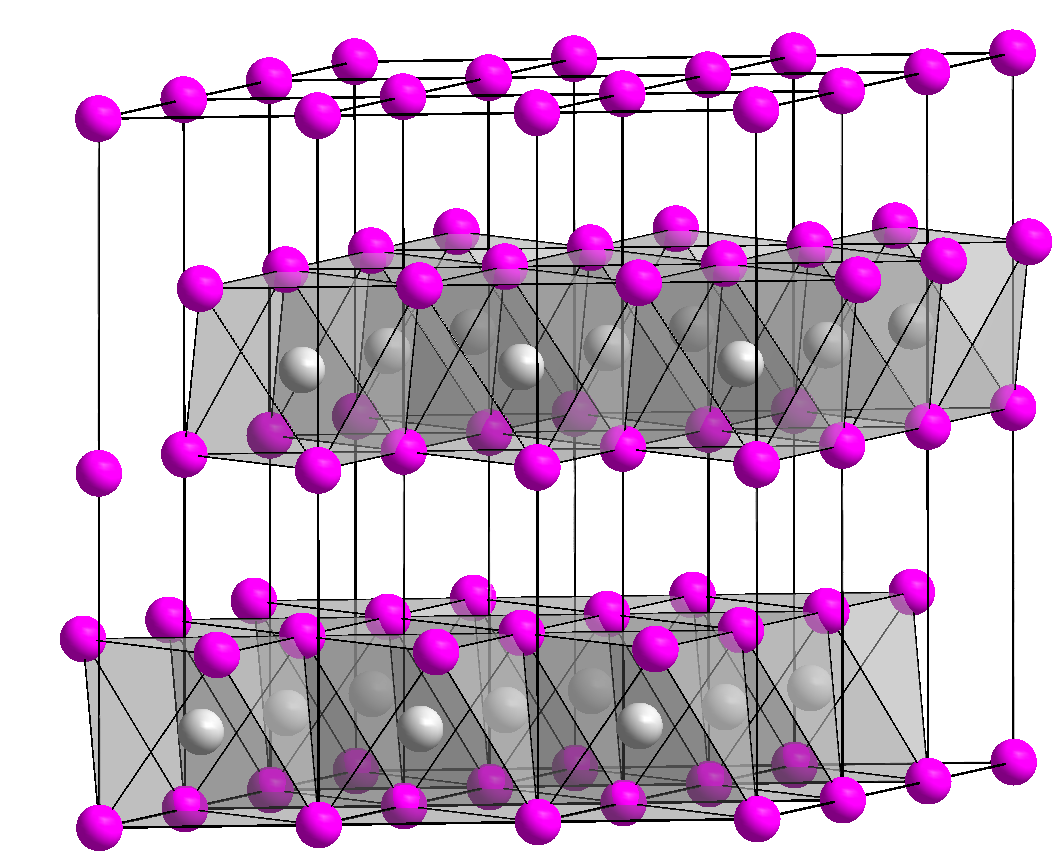
يُعدّ ثاني كبريتيد التيتانيوم مثالاً على مادة طبقية. ترتبط الطبقات الفردية ببعضها البعض بواسطة قوى فان دير فالس بين مراكز الكبريتيد.

تمنح هذه البنية الطبقية المواد خصائص مميزة، من أبرزها التوصيلية الكهربائية، وشبه الموصلية، والخصائص المغناطيسية، والضيائية (luminescence)، بالإضافة إلى النشاط التحفيزي الضوئي (photocatalytic activity).

## تقشير المواد الطبقية
يعد التقشير أحد أبرز الطرق المستعلمة في عمليات فصل طبقات المادة عن بعضها، وذلك نظرًا لارتباطها بروابط ضعيفة، أبرزها قوى فان دير فالس.
وتتم العملية بأساليب متعددة من أبرزها التقشير بالموجات فوق الصوتية، والتقشير الميكانيكي، والحراري المائي، والكهروكيميائي.